# André Heller
Franz André Heller (nacido el 22 de marzo de 1947) es un artista autor, cantante y actor austriaco.

## Biografía
Heller nació en Viena en el seno de una familia judía de empresarios textiles ("Gustav & Wilhelm Heller"). Sus visitas casi diarias al Café Hawelka en su opinión fueron un elemento clave en el desarrollo de su orientación literaria. Fue en este café en el que coincidió con muchos hombres de letras incluyendo Friedrich Torberg, H.C. Artmann y de vez en cuando Elias Canetti así como Hans Weigel y Helmut Qualtinger, con quien colaboró y actuó después. Recibió temporalmente clases de Hans Weigel y de su pareja Elfriede Ott. 
Heller ha escrito prosa, poesía, y canciones desde 1964. Dejó la escuela Internado de lo Jesuitas poco antes de obtener el Matura. Desde 1965 a 1967 fue un actor de éxito moderado en varios teatros vieneses vanguardistas. En 1967 Heller fue el cofundador de Hitradio Ö3, entonces una estación de radio de música pop de tendencia progresista perteneciente a la ORF, donde era uno de los anfitriones del programa diario Musicbox. Junto con Bernhard Paul, Heller también cofundó el bien conocido circo Roncalli en 1976.
Desde 1976 hasta 1981, André Heller desempeñó papeles principales en varias películas internacionales, entre estos una actuación en la película "Hitler: ein Film aus Deutschland" del director Hans-Jürgen Syberberg, en la película "Fürchte Dich nicht, Jakob" de Radu Gabrea y en "Doktor Faustus" de Johannes Schaaf.
En 1986 Heller coordinó la creación de Luna Luna en Hamburgo, un combinado a medio camino entre una instalación de arte contemporáneo al aire libre y un "sueño de un niño” de un parque de atracciones. Heller invitó a famosos artistas de diversas generaciones a que participaran. Así Salvador Dali, Jean Tinguely, Jim Whiting y Roy Lichtenstein crearon unas instalaciones especiales. Los jóvenes americanos Jean-Michel Basquiat, Keith Haring, y Kenny Scharf, junto con varios pintores alemanes neo-expresionistas, decoraron los paseos de los niños.
Heller ha recibido numerosos galardones internacionales. Hasta el momento ha escrito 14 publicaciones impresas, entre ellas las colecciones de historias Die Ernte der Schlaflosigkeit in Wien, Auf und Davon, Schlamassel, Als ich ein Hund war, la novela Schattentaucher, la colección de los poemas Sitzt ana und glaubt, er is zwa (en colaboración con Helmut Qualtinger), así como dos libros ilustrados Jagmandir – Traum und Wirklichkeit y Die Zaubergärten des André Heller. 21 documentales de TV se han producido sobre los proyectos, producciones y planes de Heller. Estos fueron realizados entre otros por Werner Herzog, H.J. Syberberg, y Elsa Klensch.
Heller fue designado director artístico del programa cultural y de variedades que funcionó en paralelo a la Copa Mundial de Fútbol de 2006 en Alemania. Su compañía Artevent fue también responsable de la acertada Presentación que hizo Alemania para el proyecto de la Copa Mundial de Fútbol de 2006. Entre 1968 y 1983 Heller registró 15 álbumes como cantante de sus propios textos y en parte de sus propias composiciones. Estuvo de gira con 9 viajes internacionales de conciertos, y fue el anfitrión y el actor en 12 programas de TV de relleno de las tardes. 
Últimamente, en el 2006 gracias a la iniciativa de Chris Gelbmann lanzó su último álbum llamado Ruf und Echo. El compendio de 3 CD es el primer lanzamiento en los últimos 20 años, conteniendo nuevas canciones e interpretaciones de viejos éxitos de artistas como Brian Eno, Xavier Naidoo, Thomas D. The Walkabouts.
André Heller vive a caballo entre Viena y Gardone Riviera, Lombardía, y viajando por todo el mundo.

## Selección de proyectos y eventos
- KING-KONG-KING-MAYER-MAYER-LING — ein Stück Theater, premier de apertura del Festival de Viena, Austria.
- MENSCHEN AM ZENTRAL, Documental sobre la vida en el Cementerio Central de Viena.
- FLIC FLAC, un espectáculo poético de variedades, gira por Europa.
- TEATRO DE FOGO, en Lisboa, Portugal.
- FEUERTHEATER, en frente del Reichstag de Berlín, Alemania.
- MISSTRAUE DER IDYLLE, película Floral sobre el "International Garden Show" de Berlín, Alemania.
- BEGNADETE KÖRPER, grandes maestros de las escuelas de artes acrobáticas en Anhui y Pekín, gira por Europa. Heller fue el primer artista no chino nativo al que se le ha permitido trabajar con maestros acróbatas y en presentar sus refinadas habilidades en el mundo occidental.
- SALUT FÜR OLGA, un homenaje a los últimos maestros del arte inmersión de diversas exhibiciones, gira por Europa.
- FLYING SCULPTURES, sobre 20 ciudades en Europa, 32 ciudades en América, y 7 ciudades en Asia.
- LUNA LUNA, un poético parque de ocio y territorio de arte contemporáneo ambulante.
- LACHEN MACHEN, un desfile de payasos, en gira por Europa.
- GIARDINO BOTANICO, Fondazione André Heller en Gardone Riviera, Italia.
- BODY AND SOUL, un espectáculo escenográfico con músicos, cantantes, bailarines, y artistas de comedia grotesca procedentes de Harlem, Mubale, y Nueva Orleans. Nueva York y gira por Europa.
- WINTERGARTEN VARIETÉ, gira por Europa.
- CHINESE NATIONAL CIRCUS, gira mundial.
- JAGMANDIR, el excéntrico teatro privado del Maharana de Udaipur, India.
- SINKING GIANT, escultura floral con fuente en el parque del Palacio de Schönbrunn, Viena, Austria.
- WONDERHOUSE, en Broadway, Nueva York, EE. UU.
- BAMBOO MAN, una escultura flotante de 55 metros de altura en el puerto de Hong Kong.
- WINTERGARTEN VARIETÉ, en colaboración con Bernhard Paul, inauguración de un edificio teatro en Berlín, Alemania
- SEIN UND SCHEIN, en el Burgtheater de Viena, Austria.
- MAGNETEN, Carismáticos maestros Roma y Sinti un abrazo del mundo con la cultura gitana, gira por Europa.
- SWAROVSKI CRYSTAL WORLDS, paisajismo además de una serie de maravillosas salas subterráneas para Swarovski, en Wattens, Tirol, Austria.
- BOAT OF SALT, en el Mar Muerto en Israel.
- THE MUTE PROPHET, escultura de luz, Ait Ben Haddou en Marruecos.
- YUMÉ — vuelo a través de los sueños, un caleidoscopio japonés, Tokio y gira por Europa.
- METEORIT, un lugar para maravillarse, salas portentosas con la temática de la energía para el Rheinisch-Westfälische Elektrizitätswerk, Essen, Alemania.
- BROCKHAUS 2000, Diseño del volumen 24 edición de lujo de esta enciclopedia.
- VOICES OF GOD, un evento con cantantes de espirituales, músicos, y danzantes procedentes de 12 culturas, Marrakech, Marruecos.
- EARTH SPIRIT, Diseño del pabellón del WWF para la EXPO 2000, Hanover, Alemania.
- WORLD CUP BIDDING, Producción del acertado espectáculo de la Asociación Alemana de Fútbol para la World Cup 2006, Zúrich, Suiza.
- BLIND SPOT, Documental sobre la secretaria de Hitler, con el premio de la audiencia de la Berlinale Filmfestival 2002, Alemania.
- IN THE HEART OF LIGHT — NIGHT OF THE PRIMA DONNAS, Una documentación poética de un mito concevido y producido por André Heller y adaptado a la pantalla por Pepe Danquart.
- FOREBODING/LA VOIX HUMAINE, El "Théâtre du Châtelet" en París fue el lugar para la presentación de "Anticipation / La Voix Humaine", una cooperación entre André Heller y Jessye Norman en octubre de 2002.
- JESSYE NORMAN', una película de André Heller y Othmar Schmiderer.
- FOOTBALL-GLOBE, el heraldo arquitectónico del "2006 FIFA World Cup" en Alemania; una gira en Alemania, una gira internacional (Tokio, París, Milán, Zúrich).
- AFRIKA! AFRIKA!, Música africana, danza y espectáculo de acrobacias (actuando desde el 2005 – hasta finales del 2009).
- MAGNIFICO, exhibición de caballos (desde febrero de 2011).

## Galardones
- 2004 Amadeus Austrian Music Award for Ruf und Echo.